# Meyers-synthese
De Meyers-synthese is een organische reactie waarbij een asymmetrisch aldehyde wordt bereid door hydrolyse van een oxazine. De reactie werd vernoemd naar de Amerikaanse scheikundige Albert I. Meyers.

## Reactieverloop
De Meyers-synthese start met een dihydro-1,3-oxazine dat in de 2-positie een alkylgroep (R) draagt. Het α-proton is zuur en kan met een sterke base (n-butyllithium) worden geabstraheerd, waarna alkylering met een alkylhalogenide plaatsgrijpt. In de volgende stap wordt de iminebinding gereduceerd met natriumboorhydride en het resulterende oxazine (formeel een hemiaminal) wordt gehydrolyseerd met water en oxaalzuur tot het aldehyde.